# Adesione del Kosovo all'Unione europea
     Kosovo
     Riconosce il Kosovo
     Non riconosce il Kosovo

Kosovo
Riconosce il Kosovo
Non riconosce il Kosovo

L'adesione del Kosovo all'Unione europea è il processo, iniziato con la presentazione della domanda di adesione, che dovrebbe portare il Kosovo a diventare uno stato membro dell'Unione europea.
Tale iter presenta tante problematiche economiche e politiche, tra le quali la maggiore è sicuramente il non riconoscimento come stato indipendente da alcuni paesi dell'Unione europea. Il Kosovo è riconosciuto solo da 22 dei 27 membri dell'Unione come stato indipendente; infatti, Cipro, Grecia, Romania, Slovacchia e Spagna non hanno riconosciuto ufficialmente l'indipendenza del paese. Tuttavia, è ufficialmente considerato un potenziale candidato all'adesione da parte dell'Unione europea.
Il Kosovo ha presentato la sua richiesta di adesione all'Unione europea il 15 dicembre 2022, dopo essere stato ufficialmente riconosciuto dalla Commissione europea come stato "potenziale candidato".
Il Kosovo abbandonò il dinaro serbo nel 1999 per evitare effetti indesiderati della politica monetaria della vicina Serbia con cui era in stato di guerra, passando al marco tedesco. Quando nel 2002 la Germania passò all'euro, il Kosovo decise unilateralmente di adottare l'euro. Questa decisione, simile a quella presa dal Montenegro, è stata più volte criticata dalla Banca centrale europea e rallenterà ulteriormente il processo di adesione.

## Indipendenza
Il Kosovo dichiarò unilateralmente l'indipendenza dalla Serbia il 17 febbraio 2008. Immediatamente dopo la proclamazione (circa 10 minuti dopo), il governo serbo si affrettò a dichiarare illegittima tale affermazione, chiarendo che mai l'avrebbe riconosciuta.
Molti stati non hanno gradito il modo in cui il Kosovo ha dichiarato la sua indipendenza e si sono rifiutati di riconoscerla, asserendo che non fosse stata rispettata la legge internazionale.
Il mancato riconoscimento da parte di alcuni stati membri dell'Unione europea, potrà comportare un rallentamento del processo di adesione, ma alcuni passi potrebbero non venirne ostacolati, come la liberalizzazione del regime dei visti per l'accesso allo spazio Schengen per i cittadini kosovari.

## Stabilizzazione e associazione
I negoziati per l'adesione all'Unione europea potranno partire soltanto quando lo stato sarà diventato un candidato ufficiale all'adesione. Uno dei prerequisiti per diventare candidato ufficiale è firmare e ratificare l'Accordo di stabilizzazione e associazione (ASA) con l'UE. Nell'ottobre 2012 la Commissione europea non trovò nessun ostacolo legale dovuto alla mancanza del riconoscimento ufficiale come stato indipendente da parte di tutti i membri dell'Unione, e suggerì l'inizio dei negoziati ASA.
Il negoziato sull'ASA può essere avviato anche grazie ai risultati del dialogo diretto tra Pristina e Belgrado, condotto su impulso dell'Alto rappresentante dell'Unione per gli affari esteri e la politica di sicurezza Catherine Ashton a partire dal 19 ottobre 2012, che ha portato ad un primo accordo di normalizzazione dei rapporti firmato il 19 aprile 2013.
Anche a seguito di questo positivo risultato, il Consiglio europeo del 27 e 28 giugno 2013 ha dato il suo parere positivo all'apertura dei negoziati per l'ASA.
I negoziati sono partiti il 28 ottobre 2013. L'accordo è stato siglato tra i negoziatori delle due parti il 27 luglio 2014 ed è entrato in vigore il 1º aprile 2016.

## Processo d'adesione
Il 15 dicembre 2022 il primo ministro kosovaro Albin Kurti ha presentato la domanda di adesione all'Unione europea a Praga, al governo ceco che deteneva la presidenza di turno dell'Unione.